# 성남시 분당구의 국회의원

## 행정구역 변천
- 1991년 9월 1일 중원구로부터 경기도 성남시 분당구 설치

## 성남시분당구의 역대 국회의원
| 대수   | 이름           | 소속정당     | 임기                              | 선거구역 |
| ------ | -------------- | ------------ | --------------------------------- | --- |
| 제14대 | 오세응(吳世應) | 민주자유당   | 1992년 5월 30일 - 1996년 5월 29일 | 성남시 중원구·분당구 일원                                                                                                 |
| 제15대 | 오세응(吳世應) | 신한국당     | 1996년 5월 30일 - 2000년 5월 29일 | 성남시 분당구 일원 |
| 제16대 | 고흥길(高興吉) | 한나라당     | 2000년 5월 30일 - 2004년 5월 29일 | 성남시 분당구 갑: 초림동, 내정동, 서현동, 서당동, 이매동, 매송동, 야탑동, 중탑동, 하탑동, 판교동, 운중동                  |
| 제16대 | 임태희(任太熙) | 한나라당     | 2000년 5월 30일 - 2004년 5월 29일 | 성남시 분당구 을: 분당동, 수내동, 정자동, 불정동, 신기동, 금곡동, 구미동                                                  |
| 제17대 | 고흥길(高興吉) | 한나라당     | 2004년 5월 30일 - 2008년 5월 29일 | 성남시 분당구 갑: 수내1동, 수내2동, 서현1동, 서현2동, 이매1동, 이매2동, 야탑1동, 야탑2동, 야탑3동, 판교동, 운중동         |
| 제17대 | 임태희(任太熙) | 한나라당     | 2004년 5월 30일 - 2008년 5월 29일 | 성남시 분당구 을: 금곡동, 수내3동, 정자1동, 정자2동, 정자3동, 분당동, 구미동                                              |
| 제18대 | 고흥길(高興吉) | 한나라당     | 2008년 5월 30일 - 2012년 5월 29일 | 성남시 분당구 갑: 수내1동, 수내2동, 서현1동, 서현2동, 이매1동, 이매2동, 야탑1동, 야탑2동, 야탑3동, 판교동, 운중동         |
| 제18대 | 임태희(任太熙) | 한나라당     | 2008년 5월 30일 - 2010년 10월 1일 | 성남시 분당구 을: 금곡1동, 금곡2동, 수내3동, 정자1동, 정자2동, 정자3동, 분당동, 구미동                                    |
| 제18대 | 손학규(孫鶴圭) | 민주당       | 2011년 4월 28일 - 2012년 5월 29일 | 성남시 분당구 을: 금곡1동, 금곡2동, 수내3동, 정자1동, 정자2동, 정자3동, 분당동, 구미동                                    |
| 제19대 | 이종훈(李宗勳) | 새누리당     | 2012년 5월 30일 - 2016년 5월 29일 | 성남시 분당구 갑: 수내1동, 수내2동, 서현1동, 서현2동, 이매1동, 이매2동, 야탑1동, 야탑2동, 야탑3동, 판교동, 백현동, 운중동 |
| 제19대 | 전하진(田夏鎭) | 새누리당     | 2012년 5월 30일 - 2016년 5월 29일 | 성남시 분당구 을: 금곡동, 수내3동, 정자1동, 정자2동, 정자3동, 분당동, 구미동, 금곡2동                                     |
| 제20대 | 김병관(金炳官) | 더불어민주당 | 2016년 5월 30일 - 2020년 5월 29일 | 성남시 분당구 갑: 서현1동, 서현2동, 이매1동, 이매2동, 야탑1동, 야탑2동, 야탑3동, 판교동, 삼평동, 백현동, 운중동           |
| 제20대 | 김병욱(金炳旭) | 더불어민주당 | 2016년 5월 30일 - 2020년 5월 29일 | 성남시 분당구 을: 분당동, 수내1동, 수내2동, 수내3동, 정자동, 정자1동, 정자2동, 정자3동, 금곡동, 구미동, 구미1동           |
| 제21대 | 김은혜(金恩慧) | 미래통합당   | 2020년 5월 30일 - 2022년 4월 29일 | 성남시 분당구 갑: 서현1동, 서현2동, 이매1동, 이매2동, 야탑1동, 야탑2동, 야탑3동, 판교동, 삼평동, 백현동, 운중동           |
| 제21대 | 안철수(安哲秀) | 국민의힘     | 2022년 6월 2일 - 2024년 5월 29일  | 성남시 분당구 갑: 서현1동, 서현2동, 이매1동, 이매2동, 야탑1동, 야탑2동, 야탑3동, 판교동, 삼평동, 백현동, 운중동           |
| 제21대 | 김병욱(金炳旭) | 더불어민주당 | 2020년 5월 30일 - 2024년 5월 29일 | 성남시 분당구 을: 분당동, 수내1동, 수내2동, 수내3동, 정자동, 정자1동, 정자2동, 정자3동, 금곡동, 구미동, 구미1동           |
| 제22대 | 안철수(安哲秀) | 국민의힘     | 2024년 5월 30일 - 현재            | 성남시 분당구 갑: 서현1동, 서현2동, 이매1동, 이매2동, 야탑1동, 야탑2동, 야탑3동, 판교동, 삼평동, 백현동, 운중동           |
| 제22대 | 김은혜(金恩慧) | 국민의힘     | 2024년 5월 30일 - 현재            | 성남시 분당구 을: 분당동, 수내1동, 수내2동, 수내3동, 정자동, 정자1동, 정자2동, 정자3동, 금곡동, 구미동, 구미1동           |

## 같이 보기
- 성남시 을
- 성남시 중원구·분당구
- 성남시 분당구 (선거구)
- 성남시 분당구 갑
- 성남시 분당구 을
- 성남시의 국회의원(1989년 구제 실시 이전)
- 성남시 수정구의 국회의원
- 성남시 중원구의 국회의원